# Friedrich-Schiller-Gymnasium Eisenberg
Das Friedrich-Schiller-Gymnasium ist ein Gymnasium in Eisenberg. Es ist die größte von fünf staatlichen Schulen in Eisenberg. Benannt wurde es nach Friedrich Schiller.

## Geschichte
Das Gymnasium hat seine Ursprünge schon im 16. Jahrhundert. 1564 wurde es erstmals als Lateinschule erwähnt. Bekannte Schüler der Lehranstalt waren der Lexikograph Immanuel Johann Gerhard Scheller und der Philosoph Karl Christian Friedrich Krause. 1874 wird die Schule zum Vollgymnasium Christiansgymnasium erhoben und 1877 fand die erste Reifeprüfung unter Aufsicht des preußischen Provinzialschulrates Dr. Todt aus Magdeburg statt.
Vom humanistischen Reformrealgymnasium 1919 wurde es 1937 in eine Oberschule und 1959 in eine Polytechnische Oberschule (POS) umgewandelt. Nach der Wiedervereinigung Deutschlands bekam die Schule 1991 ihren heutigen Namen, wobei dieser eher mit dem Gebäude, in welchem sich das Gymnasium heute befindet, als mit der Geschichte des Gymnasiums selbst in Zusammenhang steht: Das Schulgebäude wurde erst im Jahr 1906 durch Herzog Ernst von Sachsen-Altenburg nach zweijähriger Projekt- und Bauphase als Herzog-Ernst-Schule eröffnet, 1918 in Friedrich-Schiller-Schule umbenannt und war seit dieser Zeit mit Unterbrechungen im Zweiten Weltkrieg, als das Haus als Lazarett diente, bis 1948 eine Mädchenschule.
Von der Gesamt- zur Mittel- und Polytechnischen Oberschule während der DDR-Zeit, zog das Gymnasium erst 1991 in das Gebäude ein, welches seit 1994 denselben Namen trägt: Friedrich-Schiller-Gymnasium.
Von 1991 bis 2006 war Andreas Heller Direktor des Gymnasiums. Nach seiner erfolgreichen Kandidatur für das Amt des Landrates des Saale-Holzland-Kreises übernahm Dieter Richter die Stelle des Direktors. Nachdem Doris Lindig als stellvertretende Schulleiterin kommissarisch die Leitung übernommen hatte, ist Steffen Riebel seit 24. Februar 2014 Schulleiter.

## Architektur und Schulgelände
Als Folge der Neuausrichtung des Thüringer Schulsystems zu Beginn der 1990er Jahre und den damit einhergehenden steigenden Schülerzahlen am Schiller-Gymnasium wurde 1994 mit dem Bau eines zweiten Gebäudekomplexes begonnen, der schließlich 1998 fertiggestellt wurde. Der Neubau verfügt über insgesamt 30 Klassenräume, die sich auf drei Etagen verteilen. Im Untergeschoss ist nunmehr die Schulmensa untergebracht. Äußerlich ist der Neubau durch eine Klinkerfassade an die Optik des Altbaus angelehnt. Beide Gebäude sind zwar baulich getrennt, aber durch einen Glasgang im ersten Obergeschoss verbunden. Der Schulhof wird von Alt- und Neubau U-förmig umschlossen.

## Verkauf des Schulgebäudes und Rückkauf 2021
Am 30. Juni 2021 hat der Saale-Holzland-Kreis das Schulgebäude wie langfristig vereinbart aus privatem Eigentum zurückgekauft. Grundlage war eine Öffentlich-private Partnerschaft (ÖPP), die 22,5 Jahre zuvor mit einem Unternehmen aus München abgeschlossen worden war. Der Mietpreis, den der Landkreis zu zahlen hatte, betrug in den ersten zehn Jahren 675.000 Euro pro Jahr, seit 2009 lag der jährliche Mietsumme bei rund 378.000 Euro. In den Jahren der ÖPP hatte der Landkreis mehrfach sechsstellige Beträge für Bauvorhaben am Gebäude bezahlt. Der Rückkaufpreis betrug 2,377 Millionen Euro.